# 古川満
古川 満（ふるかわ みつる、1995年7月9日 - ）は、日本の元ラグビー選手。

## プロフィール
- 東京都出身[1]。
- 現役時代のポジションはロック(LO)、フランカー(FL)。
- 身長 186cm、体重 107kg
- U20日本代表に選ばれたことがある[2]。

## 来歴
中野区北中野中学校にて、中学1年生でラグビーを始めた。
2014年、桐蔭学園高校卒業後、明治大学に入学する。なお桐蔭学園高校時代、高校日本代表に選ばれたことがある。
2017年、明治大学ラグビー部の主将に就任した。
2018年、明治大学卒業後、トヨタ自動車ヴェルブリッツ(現・トヨタヴェルブリッツ)に加入。同年9月1日に行われたジャパンラグビートップリーグ第1節のサントリーサンゴリアス戦にて途中出場で公式戦初出場を果たす。
2024年5月、現役を引退した。